# Чупахін Олександр Михайлович
Олекса́ндр Миха́йлович Чупа́хін (нар. 1 березня 1955, село Погоже, Тимський район, Курська область, Російська РФСР) — український політичний діяч. Колишній народний депутат України. Член Центральної виборчої комісії (з 8 грудня 2004).

## Освіта
У 1979 році закінчив механіко-металургійний факультет Харківського політехнічного інституту за спеціальністю інженер-механік.

## Кар'єра
- Липень 1972 — червень 1973 — різнороб колгоспу «Прогрес» Тимського району.
- Вересень 1973 — лютий 1979 — студент Харківського політехнічного інституту.
- Квітень 1979 — липень 1980 — майстер з ремонту обладнання чавуноливарного цеху № 2, липень 1980 — лютий 1981 — секретар комсомольської організації ливарного цеху, лютий 1981 — жовтня 1985 — секретар комітету комсомолу заводу, жовтня 1985 — лютий 1988 — заступник начальника чавуноливарного цеху № 1, лютий 1988 — червень 1994 — начальник цеху верстатобудівництва, автоматизації і механізації Куп'янського ливарного заводу.
- Липень 1998 — консультант фракції блоку СПУ і СелПУ «Лівий центр», з липня 1998 — завідувач секретаріату депутатської фракції СПУ у Верховній Раді Україні.
- 19 лютого — 8 грудня 2004 — член Центральної виборчої комісії[3][4].

Учасник ліквідації наслідків катастрофи на ЧАЕС (1986). Член КПРС (1981–1991). Член СПУ (з грудня 1991); член Політради СПУ.

## Парламентська діяльність
Народний депутат України 2-го скликання з 11 травня 1994 до 12 травня 2002 за Куп'янським виборчім округом № 381 Харківської області, висунутий виборцями. Секретар Комітету з питань оборони і державної безпеки. Член (уповноважений) депутатської фракції СПУ і СелПУ.

## Родина
Росіянин. Батько Михайло Давидович (1921–2003) — учитель. Мати Зінаїда Тихонівна (1924) — учитель, пенсіонер. Дружина Ніна Тимофіївна (1952) — інженер-конструктор. Дочка Наталія (1978), дочка Тетяна (1981).

## Нагороди
- Ювілейна медаль «10 років незалежності України».
- ордена «За заслуги» III ступеня (березень 2005)[5].